# Mesabolivar levii
Mesabolivar levii är en spindelart som beskrevs av Huber 2000. Mesabolivar levii ingår i släktet Mesabolivar och familjen dallerspindlar. Inga underarter finns listade i Catalogue of Life.